# ASD Calcio Gozzano
Associazione Sportiva Dilettantistica Calcio Gozzano, zkráceně jen Gozzano je italský klub hrající v sezoně 2024/25 4. italskou fotbalovou ligu, sídlící ve městě Gozzano v regionu Piemont.

## Změny názvu klubu
- 1920/21 – 1936/37 – CS Juventus Gozzano (Club Sportivo Juventus Gozzano)
- 1937/38 – 2005/06 – AC Gozzano (Associazione Calcio Gozzano)
- 2006/07 – 2017/18 – ASD Calcio Gozzano (Associazione Sportiva Dilettantistica Calcio Gozzano)
- 2018/19 – 2019/20 – AC Gozzano (Associazione Calcio Gozzano)
- 2020/21 – ASD Calcio Gozzano (Associazione Sportiva Dilettantistica Calcio Gozzano)

## Získané trofeje

### Vyhrané domácí soutěže
- 4. italská liga (2x)

2017/18, 2020/21

## Účast v ligách
| Úroveň soutěže | Název soutěže (nynější název) | První hraná sezona | Poslední hraná sezona | celkem odehraných sezon |
| -------------- | ----------------------------- | ------------------ | --------------------- | ----------------------- |
| 3              | Serie C                       | 2018/19            | 2019/20               | 2                       |
| 4              | Serie D                       | 2015/16            | 2024/25               | 7                       |
| 5              | Eccellenza                    | 1979/80            | 2014/15               | 5                       |